# Mareike Hindriksen
Mareike Hindriksen (ur. 14 listopada 1987 w Nordhorn) – niemiecka siatkarka, grająca na pozycji rozgrywającej. 

## Przypisy

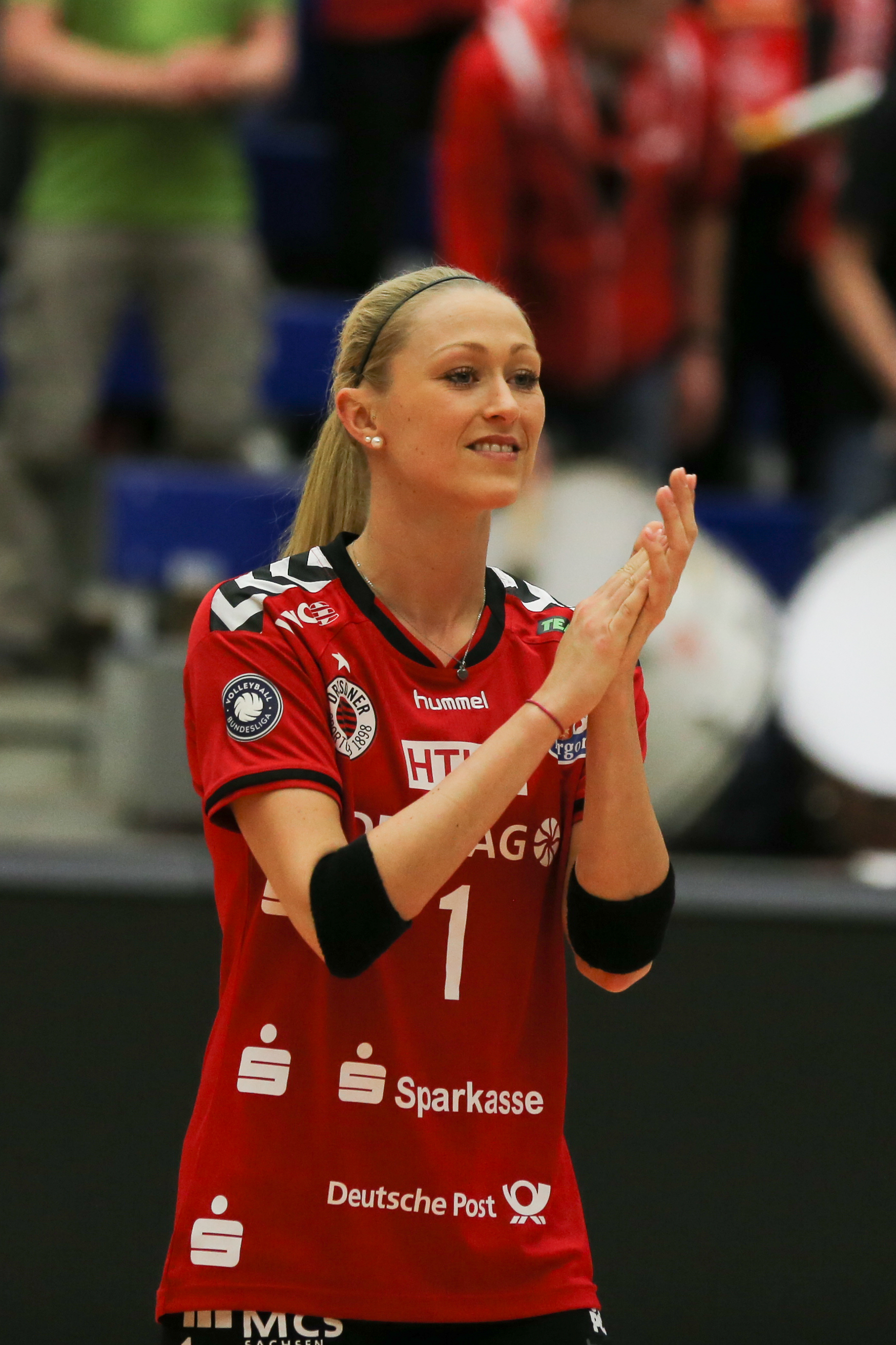
Mareike Hindriksen zawodniczką Dresdner SC w sezonie 2015/2016

## Sukcesy klubowe
Puchar Niemiec:
- 2015, 2016

Mistrzostwo Niemiec:
- 2016
- 2015[3]

Mistrzostwo Czech:
- 2017